# 黄自元
黃自元（1836年—1916年），字敬輿、又字觐虞，號澹叟，今湖南省安化縣龍塘鄉人。清朝官员，晚清书法家，进士榜眼。

## 生平
幼從祖父黃德濂練字，懸腕書寫。同治六年（1867年）舉於鄉，同治七年（1868年），殿試第二名（榜眼），授翰林院編修。有名的书法家，时京城有“南黄北戴（戴彬元）”之称，尤以楷书名世。1870年，任順天鄉試同考官。1873年，任江南鄉試副考官。光緒年間，黃自元歷任河南道、陝西道監察御史，重视水利灌溉工程，光绪十一年（1885）简放甘肃宁夏府知府。中日甲午战争时期，随军参赞。中年以後，不再出仕。主讲湘水校经堂及成德书院。1896年，与王先谦等创建湖南宝善成机器制造公司（后由长沙府知府裕庆督办）。
著有《間架結構摘要九十二法》（1884）、《黄自元临九成宫》等。为进士胡俊章所辑《春明诗课汇选》鉴定。书曾国藩神道碑。

## 家庭
- 祖父嘉慶二十二年（1817年）丁丑科进士黃德濂。

## 外部連結
- 晚清著名书法大家黄自元 益陽新聞網